# 13389 Stacey
13389 Stacey è un asteroide della fascia principale. Scoperto nel 1999, presenta un'orbita caratterizzata da un semiasse maggiore pari a 3,1233331 UA e da un'eccentricità di 0,1599343, inclinata di 1,78506° rispetto all'eclittica.